# Sigrid Hackenberg
Sigrid Hackenberg (3 de enero de 1960, Barcelona) es una artista, filósofa y profesora de filosofía mediática y de videoarte germanoespañola en la Universidad de Nueva York.

## Vida
Después de pasar su infancia más temprana en España, Sigrid Hackenberg se crio en Alemania, Canadá y Japón.
Tras graduarse en 1984 en la Universidad Estatal de San Francisco, obtuvo un máster en Arte en 1986 en la Universidad de Nueva York.

## Carrera
Desde 1994 Sigrid Hackenberg enseña videoarte en la Universidad de Nueva York.
A mediados de los años 1980, comenzó a producir películas para Electronic Arts Intermix. Además, presentó algunas de estas películas y otras obras en exposiciones. Ha colaborado también con otros artistas y ha realizado exposiciones propias.

### Exposiciones individuales (selección)
- 2003 – The Stable, Nueva York
- 2001 – Marianne Boesky Gallery, Nueva York
- 1999 – Galería Reinhard Hauff, Stuttgart
- 1998 – Marianne Boesky Gallery, Nueva York
- 1995 – Roger Merians Gallery, Nueva York
- En 1993, A/C Project Room, Nueva York
- En 1992, A/C Project Room, Nueva York
- 1990 – A/C Project Room, Nueva York

### Exposiciones colectivas
- 2005 – Faculty Pin-Up, Universidad de Nueva York, Nueva York
- 2004 – Earth's burnt umber Meadows keep, Bright Hill Center, Treadwell
- 2003 – In Portraiture Irrelevance is Ugliness, Museum Schloss Hardenberg, Velbert
- 2002 – In Portraiture Irrelevance is Ugliness, Galerie Reinhard Hauff, Stuttgart

## Filmografía
- 1985: Body/Voice
- 1985: e. i
- 1986: Sleep
- 1988: Spanisches Band/Spanish Tape
- 1989: Korean Tape for Home
- 1990: 1 & 2/CHINESE DANCE
- 1991: The Pakistan Tapes/Achha
- 1993: Boys Will Be Boys
- 1996: Earth
- 1998: Portrait of Geraldine
- 1998: Sidney's War